# Франц I
Франц Стефан Лотарингски (на френски: François Etienne, Франсоа Етиен, на немски: Franz Stephan von Lothringen, Франц Щефан; * 8 декември 1708; † 18 август 1765) е херцог на Лотарингия и Бар (1729 – 1737) под името Франциск III (Франсоа III Етиен), велик херцог на Тоскана (1737 – 1765) като Франческо II и от 1745 г. император на Свещената Римска империя под името Франц I Стефан. Чрез брак с австрийската ерцхерцогиня Мария Терезия, Франц-Стефан основава лотарингския клон на Хабсбургската династия.

## Произход и ранни години
Роден в Нанси на 8 декември 1708, Франц-Стефан е втори син на лотарингския херцог Леополд-Йосиф Лотарингски (1679 – 1729) и съпругата му – френската принцеса Елизабет-Шарлот Орлеанска (1676 – 1744), дъщеря на херцог Филип I Орлеански и Лизелота фон Пфалц. По баща е внук на херцог Карл V и Елеонора Мария Йозефа, дъщеря на император Фердинанд III и Елеонора Гонзага. Чрез майка си е правнук на френския крал Луи XIII.
С австрийските Хабсбурги Франц-Стефан е свързан посредством баба си Елеонора, дъщеря на император Фердинанд III. Семейството на Франц-Стефан поддържа изключително добри отношения със свещения римски император Карл VI, който планира да омъжи дъщеря си Мария Терезия за по-големия брат на Франц – Леополд-Клеменс (* 1707, † 1723), който е наследник на лотарингската корона. Леополд-Клеменс обаче умира през 1723 г. Така Франц-Стефан става наследник на Лотарингия. Освен това след смъртта на Клеменс император Карл VI решава да ожени Франц-Стефан за дъщеря си.

## Франц във Виена
През 1723 г. Франц се установява във Виена, където се намира под особеното покровителство на императора. В Австрия, Франц-Стефан е въведен във владение на Херцогство Тешен, което Карл VI обещал да предаде на баща му през 1722. В Австрия Франц остава 6 години – до смъртта на баща си през 1729 г., когато официално наследява лотарингския престол. През 1732 Франц-Стефан е назначен за императорски наместник в Унгария.
По време на престоя на Франц-Стефан във Виена между него и Мария Терезия се зараждат чувства, но политическата конюнктура в Западна Европа в началото на 1730-те години е на път да провали планирания брак. Войната за полското наследство от 1733 г., войната срещу Франция и Испания и баварските претенции за австрийската корона след смъртта на Карл VI са причина правителството във Виена да планира двоен династичен брак – Мария Терезия като наследница на Австрия, Чехия и Унгария трябвало да бъде омъжена за баварския кронпринц, а сестра ѝ – за испанския инфант Дон Карлос.
През 1735 г., след края на войната за Полското наследство, император Карл VI се съгласява да компенсира френския кандидат за полската корона Станислав Лешчински с Лотарингия, принуждава Франц-Стефан да се откаже от Лотарингия, в замяна на което му предава Великото херцогство Тоскана, а бракът му с Мария Терезия отново става възможен. Освен това Франц Стефан е назначен за наместник в Нидерландия, а брат му е оженен за сестрата на Мария Терезия. Така на 16 февруари 1736 г. Франц-Стефан и Мария Терезия са венчани във Виена, след което се установяват във Флоренция, където Франц е въведен във владение след смъртта на последния Медичи.

## Император на Свещената римска империя
През 1740 г. умира император Карл VI – бащата на Мария Терезия, която съгласно Прагматическата санкция от 1713 г. наследява короната на Австрия, Чехия и Унгария. Подписвайки договора от Фюсен от 13 септември 1745 г., Мария Терезия осигурява короната на Свещената Римска империя за съпруга си, след което го прави и официално съуправител на нейните владения. Въпреки че е съпруг на господарката, Франц-Стефан не се превръща в господар на австрийските владения. Мария Терезия е лудо влюбена в съпруга си и му ражда много деца, но го държи настрана от управлението на бащиния си доминион.
Франц Стефан умира на 18 август 1765 г. в Инсбрук – на връщане от операта. Погребан е в императорската крипта във Виена.

## Деца
Мария Терезия и Франц I Стефан имат шестнадесет деца:
- Ерцхерцогиня Мария-Елизабет Австрийска (1737 – 1740)
- Ерцхерцогиня Мария-Анна Австрийска (1738 – 1789)
- Ерцхерцогиня Мария-Каролина Австрийска (1740 – 1741)
- Йозеф II (1741 – 1790), император на Свещената Римска империя
- Ерцхерцогиня Мария-Кристина Австрийска (1742 – 1798)
- Ерцхерцогиня Мария-Елизабет Австрийска (1743 – 1808)
- Ерцхерцог Карл Йозеф Австрийски (1745 – 1761)
- Ерцхерцогиня Мария Амалия Австрийска (1746 – 1804)
- Леополд II (1747 – 1792), император на Свещената Римска империя
- Ерцхецогиня Мария-Каролина (1748)
- Ерцхерцогиня Мария-Габриела Австрийска (1750 – 1762)
- Ерцхерцогиня Мария-Йозефа Австрийска (1751 – 1767)
- Ерцхерцогиня Мария-Каролина Австрийска (1752 – 1814)
- Ерцхерцог Фердинанд Карл (1754 – 1806)
- Ерцхерцогиня Мария-Антоанета (1755 – 1793)
- Ерцхерцог Максимилиан Франц фон Хабсбург (1756 – 1801)